# Cosseno verso
Em trigonometria, o co-seno verso, denotado por cvs(x) de um ângulo, é definido como sendo 1 menos o seno do ângulo.
{\displaystyle \mathrm {cvs} \,x=1-\sin x.}
A derivada do co-seno verso é o oposto do co-seno.
{\displaystyle {\frac {d}{dx}}\mathrm {cvs} \,x=-\cos {x}\,}
e sua integral é
{\displaystyle \int \mathrm {cvs} \,x\,dx=x+\cos {x}+C.}
Há poucas aplicações dessa função e geralmente é apenas utilizada para fornecer uma co-função, o seno verso.